# Podnieśno
Podnieśno – wieś w Polsce położona w województwie mazowieckim, w powiecie siedleckim, w gminie Suchożebry. Ma status sołectwa.
Wierni Kościoła rzymskokatolickiego należą do parafii św. Marii Magdaleny w Suchożebrach.
W latach 1954-1959 wieś była siedzibą gromady Podnieśno, po jej zniesieniu w gromadzie Suchożebry. W latach 1975–1998 miejscowość administracyjnie należała do województwa siedleckiego.
We wsi znajduje się, obecnie nieczynny dla ruchu pasażerskiego, przystanek kolejowy. Jest on częścią linii kolejowej nr 55.
W miejscowości działa założona w 1969 roku jednostka ochotniczej straży pożarnej. Od 2001 roku jednostka działa w strukturach Krajowego systemu ratowniczo-gaśniczego. Jednostka posiada dwa samochody ratowniczo-gaśnicze: średni GBA 2,5/24 Volvo FL i ciężki GCBA 6/32 Jelcz 315.

## Linki zewnętrzne

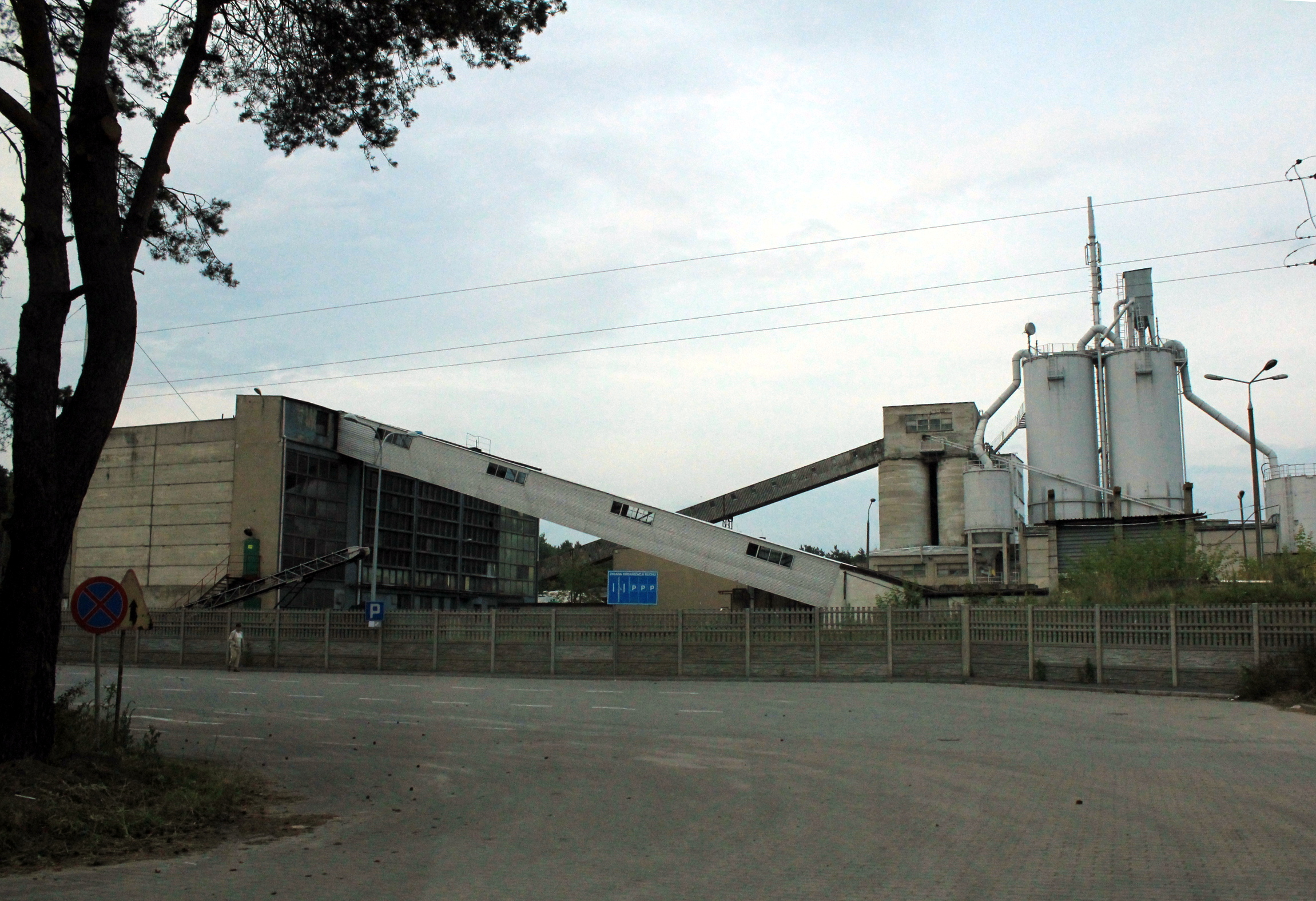
Zakłady Solbet - producent betonu